# Trocar
Il trocar è uno strumento chirurgico, con una estremità appuntita solitamente triangolare, che viene utilizzato all'interno di una cannula al fine di inserire quest'ultima in vasi sanguigni o cavità corporee. Viene anche utilizzato per introdurre le fibre ottiche nell'addome durante operazioni chirurgiche laparoscopiche, o in tecniche quali l'artroscopia. A volte, l'insieme di trocar e cannula viene chiamato semplicemente trocar.